# Węgrce Szlacheckie
Węgrce Szlacheckie – wieś w Polsce położona w województwie świętokrzyskim, w powiecie sandomierskim, w gminie Klimontów.
| SIMC    | Nazwa   | Rodzaj    |
| ------- | ------- | --------- |
| 0796364 | Kolonie | część wsi |

W latach 1975–1998 miejscowość administracyjnie należała do województwa tarnobrzeskiego.
Przez wieś przechodzi  czerwony szlak turystyczny z Gołoszyc do Piotrowic.